# General Dynamics
General Dynamics Corporation je velika ameriška korporacija, ki se ukvarja z letalskovesoljsko in obrambno (orožarsko) industrijo. Sedež podjetja je v West Falls Church v ameriški zvezni državi Virginia General Dynamics je bil leta 2012 5. največje orožarsko podjetje na svetu po prihodkih. Podjetje je razdeljeno v štiri glavne oddelke: mornariški sistemi (Marine Systems), bojni sistemi (Combat Systems), informacijski sistemi in tehnologija (Information Systems and Technology) in letalskovesoljski oddelek (Aerospace). General Dynamcics je leta 1993 prodal letalski oddelek družbi Lockheed Martin, vendar se je leta 1999 z nakupom proizvajalca poslovnih letal Gulfstream Aerospace spet vrnil na letalsko področje. 

## Proizvodi

### Letala
- General Dynamics F-111 Aardvark
  - General Dynamics-Grumman F-111B
  - General Dynamics F-111C
  - General Dynamics F-111K
  - General Dynamics/Grumman EF-111A Raven
- General Dynamics F-16 Fighting Falcon
  - General Dynamics F-16 VISTA
  - General Dynamics F-16XL
  - General Dynamics F-16 Fighting Falcon variants
- Martin/General Dynamics RB-57F Canberra

### Mornariški sistemi
- American Overseas Marine Corporation
- Bath Iron Works
- Electric Boat
- National Steel and Shipbuilding Company
- Quincy Shipbuilding Division (zaprto leta 1986)

### Raketni sistemi
- RIM-24 Tartar
- FIM-43 Redeye
- MIM-46 Mauler
- RIM-66 Standard
- AGM-78 Standard ARM
- FIM-92 Stinger
- AIM-97 Seekbat
- RIM-116 Rolling Airframe Missile
- AGM-129 ACM
- BGM-109 Tomahawk
  - BGM-109G Ground Launched Cruise Missile

### Bojni sistemi
- General Dynamics Land Systems[8]
  - General Dynamics Robotic Systems[9]
    - Autonomous Navigation System[10]
    - Mobile Detection and Assessment Response System[11]
    - Unmanned Surface Vehicle[12]

  - Expeditionary tank
  - M1 Series Abrams Main Battle Tank
  - Expeditionary Fighting Vehicle
  - Heavy Assault Bridge Program
  - Stryker Armored Combat Vehicle
  - Crusader Self-Propelled Howitzer
- General Dynamics Armament and Technical Products[13]
  - GAU-17 (Minigun)
  - GAU-19
- General Dynamics Ordnance and Tactical Systems[14]
- General Dynamics European Land Systems (GDELS)[15]
  - GDELS-Steyr
    - ASCOD AFV (Ulan)
    - Pandur II

  - GDELS-Mowag
    - Mowag Duro
    - Mowag Eagle
    - Mowag Piranha

  - GDELS-Santa Bárbara Sistemas
    - Leopard 2E
    - ASCOD AFV (Pizarro)
- General Dynamics United Kingdom Limited
  - Scout SV

### Vesoljski izdelki
- Atlas (družina raket)
  - Atlas E/F
  - Atlas G
  - Atlas H
  - Atlas SLV-3
  - Atlas-Agena
- NEXUS